# Clima ecuatorial lluvioso
El clima ecuatorial lluvioso, tropical húmedo, de selva tropical o simplemente ecuatorial es un subtipo de clima tropical que se caracteriza por las temperaturas altas, su temperatura promedio anual es de 27 °C, Las temperaturas varían poco a lo largo del año. La temperatura mensual más alta es de 29 °C y se produce en septiembre. La temperatura mensual más baja es de 26 °C y se presenta en diciembre y enero. También es un clima isotérmico por sus constantes precipitaciones durante todo el año (amplitud térmica anual inferior a 3 °C entre el mes más frío y el más cálido), además de lluvias abundantes y regulares siempre superiores a 2000 mm anuales, Las precipitaciones en promedio superan los 1.800 a 2.500 mm.(en las zonas más húmedas se superan los 6000 mm), y se localiza en las zonas cercanas al ecuador terrestre, en muy bajas latitudes, es decir, el cinturón latitudinal correspondiente a la zona de convergencia intertropical (ZCIT), donde convergen los vientos alisios del noreste y sureste. En el sistema de Köppen se clasifica como Af. Los ejemplos más representativos son la zona norte de la Selva Amazónica, la selva del Congo y la selva de Malesia, con frondosos bosques casi impenetrables. En este clima se desarrollan dos de los ríos más caudalosos del mundo, el río Amazonas y el río Congo.
El clima ecuatorial Af es muy similar al clima monzónico Am; tienen en común las escasas amplitudes térmicas anuales (menos de 5 °C), las altas temperaturas y el tipo de vegetación que corresponde a la selva tropical. La diferencia fundamental es el periodo de lluvias, pues el clima Af no presenta una estación seca y ningún mes promedia menos de 60 mm de lluvias. En otros climas tropicales como el clima Aw la lluvia es más irregular y por lo general menos intensa (no suele superar los 2500 mm y hay estaciones secas), por lo que se forman bosques tropicales secos y sabanas, que son menos densos y con menos especies que el bosque tropical húmedo, de gran frondosidad y extensión. 
Este clima se denomina tradicionalmente "ecuatorial", sin embargo, hay tratadistas que prefieren ser más específicos porque hay regiones ecuatoriales con realidades climáticas muy distintas, como por ejemplo la región seca del África Oriental, por lo que hay otros tipos de climas ecuatoriales cuya principal característica es la isotermia.

## Localización
El clima ecuatorial se localiza en la mayoría de países que bordean el ecuador: la cuenca del Amazonas (América del Sur), la cuenca del Congo y costa del golfo de Guinea (África) y el sureste asiático. En África se sitúa desde el golfo de Guinea hasta el Cuerno de África, siendo esta última zona una excepción, ya que, en los países ubicados allí (Somalia, Yibuti, Kenia y Etiopía) los vientos monzónicos impiden el desarrollo de las lluvias, lo que da lugar a que no se produzca un clima ecuatorial, el cual, por su latitud, debería producirse.
En el norte de Guatemala (departamento de Petén), gran parte de Belice, los llanos orientales de Colombia y el centro y sur de Panamá poseen un clima conocido como subecuatorial, ya que poseen tres meses de estación seca con lluvias relativamente abundantes, lo que no permite enmarcarlas en clima ecuatorial. En Asia se desarrolla exclusivamente en el archipiélago Indonesio y en el sur de la Península de Malaca; igualmente las intensas lluvias producen bosques extensos, pero el terreno accidentado y montañoso impide el desarrollo de grandes ríos como sucede en África y América del Sur (especialmente en Ecuador, donde se encuentra este clima en varias ciudades).

## Descripción
Las selvas tropicales tienen un tipo de clima tropical en el cual no hay una estación seca - todos los meses tienen un valor promedio de precipitación de al menos 800 milímetros. Las selvas tropicales no tienen verano o invierno; Por lo general es caliente y húmedo durante todo el año, las precipitaciones son fuertes y frecuentes. Un día, en un clima ecuatorial, puede ser muy similar al siguiente, mientras que el cambio de temperatura entre el día y la noche puede ser mayor que el cambio medio de la temperatura a lo largo del año.Se mantiene una humedad alta del 77% al 88% durante todo el año.

## Flora
En el bosque ecuatorial se diferencian dos subtipos; el bosque ombrófilo al igual que el bosque semiombrófilo:
- El bosque ombrófilo (de ombros: lluvia), se caracteriza por tener unas condiciones hídricas óptimas. La vegetación tiende a tener una hoja ancha pero perenne.
- El semiombrófilo es propio de regiones en las que las precipitaciones son menos abundantes. Durante esa época parte de la vegetación pierde su hoja. No todas las plantas las pierden al mismo tiempo, sino que dependen de la resistencia a la reducción de aportes de agua. Así, no se pueden diferenciar estaciones a causas de un paisaje en el que los árboles tengan menos hojas.

El bosque ecuatorial tiene una distribución mayor que su clima característico, ya que puede aparecer en zonas de clima tropical seco y clima tropical húmedo gracias al desarrollo de un bosque galería en torno a los grandes ríos y los lagos.
Los bosques ecuatoriales presentan un paisaje muy abigarrado, denso, exuberante. A diferencia de otras biocenosis no hay una especie de planta que domine. Encontramos especies propias en todos los pisos, lo que le da al bosque ecuatorial un aspecto anárquico.
Entre las especies representativas del bosque ecuatorial están: laurisilva, caoba, bosé, bambú, eucaliptos, ocume, etc. El sotobosque está compuesto de lianas, orquídeas, leguminosas y miles de especies poco conocidas.
La luz que llega al suelo es muy poca, por lo que la competencia es muy intensa. El estrato herbáceo es el más pobre de todos.

## Ríos
Las lluvias intensas y constantes que caracterizan el clima Ecuatorial hacen que los ríos de esta área estén entre los más caudalosos y regulares de la tierra.
En las zonas ecuatoriales, la evaporación es tan intensa que, con lo que baja un poco la temperatura se provoca una lluvia torrencial, que en muchas ocasiones, solo dura unos minutos. 
Los ríos ecuatoriales son caudalosos debido a la intensa pluviosidad de la zona. La lluvia arrastra los suelos hasta los ríos, razón por la cual tienen un color terroso.
En este clima se encuentran dos de los ríos más caudalosos del mundo: el río Amazonas y el río Congo.

## Fauna
En la selva existen muchas especies de pájaros, reptiles e insectos, además de mamíferos. Los animales que habitan aquí suelen ser de pequeño tamaño, lo que les permite moverse con facilidad por la tupida vegetación que forman árboles, arbustos, troncos y lianas.
Debido a una explotación abusiva de la tierra, algunas especies han desaparecido o están en peligro de extinción.

## Habitantes
Los pueblos indígenas que habitan por estas zonas, viven de la recolección de frutos, de la caza o la agricultura rudimentaria.
La baja densidad de población de las selvas, ha hecho posible que estas personas sobrevivan sin poner en peligro la naturaleza.
Como contraste a esta escasa población, las zonas ecuatoriales asiáticas están muy pobladas. La selva va retrocediendo y se van plantando cultivos como arroz, azúcar, té y hevea, tagua, etc.